# Bayramovtsi
Bayramovtsi (en macédonien Бајрамовци) est un village du sud-ouest de la Macédoine du Nord, situé dans la municipalité de Tsentar Joupa. Le village comptait 117 habitants en 2002. Il est majoritairement turc.

## Démographie
Lors du recensement de 2002, le village comptait :
- Turcs : 117